# M61高速公路 (英國)
M61高速公路（英語：M61 motorway）是英格兰西北部的一条高速公路。它起始于曼彻斯特西北部的M6高速公路，向西北经过博尔顿和乔利，最后加入普雷斯顿南部的M6高速公路。

## 沃斯利立交桥
也许M61最显著的部分就是在交叉路口1和3之间的沃斯利立交桥了。这段路的终点是一些交叉路口，提供流量至：
- A580（东兰开夏郡路）
- 通往博尔顿市中心的A666
- M60（曼彻斯特环城高速公路）
- M61的南北车道

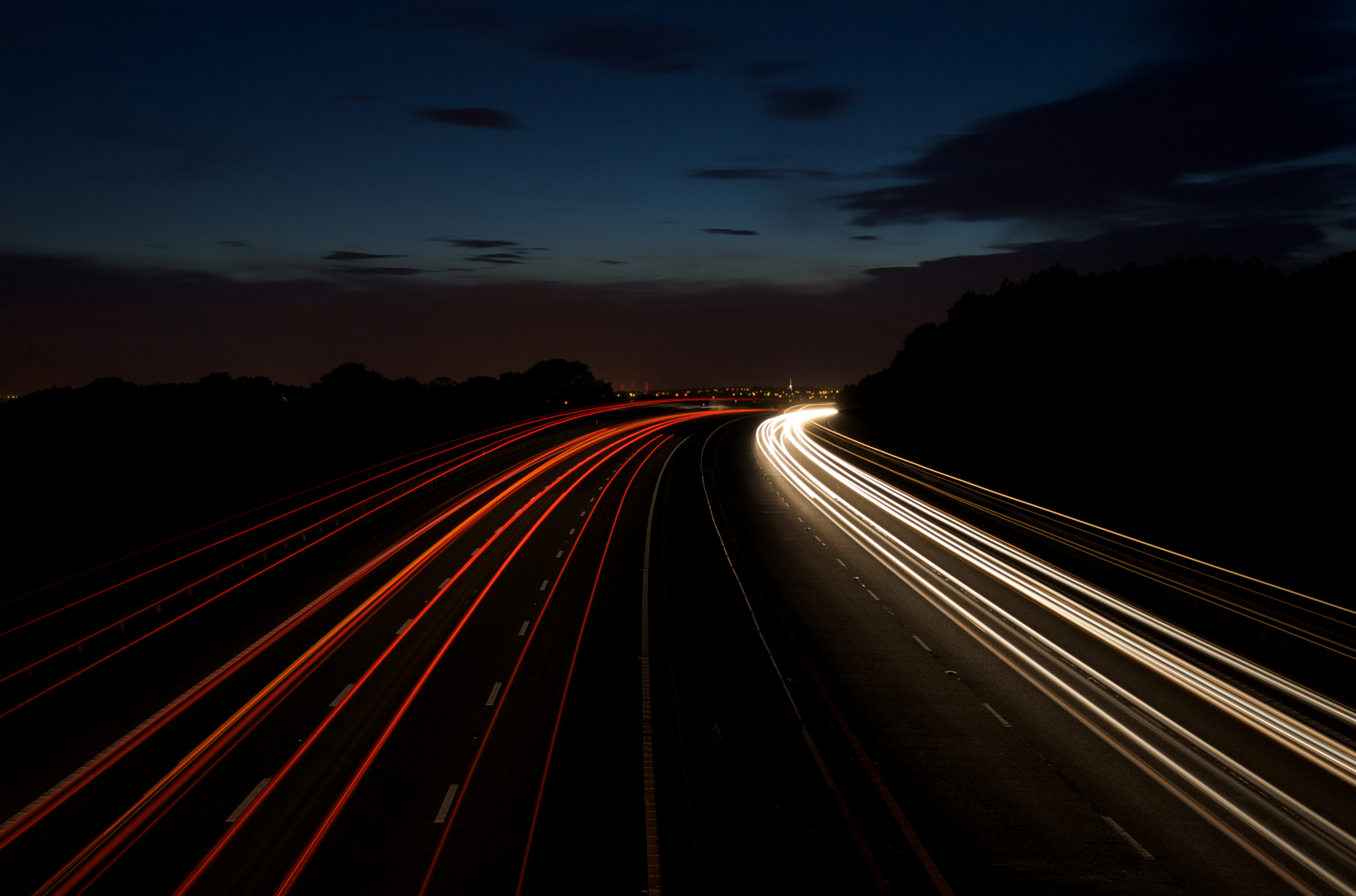
M61通往乔利的夜景

这复杂的拥有17个并排车道的路段已经被收入吉尼斯世界纪录中。
这段路在格瑞夫里山立交桥开通前的17个月（1970年12月17日）开通,在当地被称为“意大利面条路口”。

## 服务站
M61有一个服务站:位于交叉路口6和8(交叉路口7从未建造)之间的Rivington服务站(原西博尔顿服务站)。

## 交叉路口
| M61高速公路 |         |                                     |                        |                                                                             |
| 英里        | 千米    | 北部出口                            | 交叉路口               | 南部出口                                                                    |
|             |         | M6高速公路                          | M6高速公路, 交叉路口30 | 高速公路的起点                                                              |
| 20.6        | 33.2    | 布莱克本，伯恩利，普莱斯顿（南）M65 | 交叉路口9              | 布莱克本，伯恩利，普莱斯顿（南）M65                                         |
| 17.1        | 27.6    | 乔利，A6                            | 交叉路口8              | 乔利，A6                                                                    |
|             |         | Rivington 服务站                    | 服务站                 | Rivington 服务站                                                            |
| 9.6         | 15.4    | 霍里奇（A673） 乔利（A6）           | 交叉路口6              | 博尔顿, 霍里奇（A673）                                                      |
| 7.0         | 11.2    | 威根,博尔顿,Westhoughton（A58）     | 交叉路口5              | 博尔顿, Westhoughton A58                                                    |
| 5.1         | 8.2     | Atherton, Leigh A6                  | 交叉路口4              | Walkden A6                                                                  |
| 2.8         | 4.5     | 无                                  | 交叉路口3              | 博尔顿 (A666)                                                               |
| 2.2 1.2     | 3.5 2.0 | 博尔顿(A666)                        | 交叉路口2              | 曼彻斯特市中心(A580)                                                        |
| 0.6         | 0.9     | 高速公路的起点                      | 交叉路口1              | 欧德汉姆, 罗奇代尔（M60东） 利兹（M61 索尔福德（M60南） 曼彻斯特机场（M56） |